# Nuoto ai campionati mondiali di nuoto 2022 - 50 metri farfalla maschili
La gara di nuoto dei 50 metri farfalla maschili dei campionati mondiali di nuoto 2022 è stata disputata il 18 e 19 giugno 2022 presso la Duna Aréna di Budapest. Vi hanno preso parte 71 atleti provenienti da 63 nazioni.
La competizione è stata vinta dal nuotatore statunitense Caeleb Dressel, mentre l'argento e il bronzo sono andati rispettivamente al brasiliano Nicholas Santos e all'altro statunitense Michael Andrew.

## Podio
| Posizione | Atleta          | Nazionalità |
| --------- | --------------- | ----------- |
| Oro       | Caeleb Dressel  | Stati Uniti |
| Argento   | Nicholas Santos | Brasile     |
| Bronzo    | Michael Andrew  | Stati Uniti |

## Programma
| Data           | Ora (UTC+2) | Turno      |
| -------------- | ----------- | ---------- |
| 18 giugno 2022 | 09:55       | Batterie   |
| 18 giugno 2022 | 18:24       | Semifinali |
| 19 giugno 2022 | 18:48       | Finale     |

## Record
Prima della competizione il record del mondo e il record dei campionati erano i seguenti:
| Record mondiale       | 22"27 | Andrij Hovorov Ucraina     | 1º luglio 2018 Roma, Italia           |
| Record dei campionati | 22"35 | Caeleb Dressel Stati Uniti | 22 luglio 2019 Gwangju, Corea del Sud |

Nel corso della competizione non sono stati migliorati.

## Risultati

### Batterie
| Pos. | Batteria | Corsia | Atleta               | Nazionalità                   | Tempo | Note |
| ---- | -------- | ------ | -------------------- | ----------------------------- | ----- | ---- |
| 1    | 5        | 8      | Dylan Carter         | Trinidad e Tobago             | 22"87 | Q    |
| 2    | 7        | 4      | Caeleb Dressel       | Stati Uniti                   | 22"88 | Q    |
| 2    | 8        | 6      | Thomas Ceccon        | Italia                        | 22"88 | Q    |
| 4    | 6        | 4      | Michael Andrew       | Stati Uniti                   | 22"89 | Q    |
| 5    | 7        | 1      | Noè Ponti            | Svizzera                      | 23"04 | Q    |
| 6    | 6        | 6      | Maxime Grousset      | Francia                       | 23"07 | Q    |
| 7    | 7        | 3      | Benjamin Proud       | Gran Bretagna                 | 23"08 | Q    |
| 8    | 8        | 5      | Szebasztián Szabó    | Ungheria                      | 23"11 | Q    |
| 9    | 6        | 5      | Nyls Korstanje       | Paesi Bassi                   | 23"27 | Q    |
| 10   | 8        | 2      | Florent Manaudou     | Francia                       | 23"31 | Q    |
| 11   | 7        | 5      | Andrij Hovorov       | Ucraina                       | 23"34 | Q    |
| 12   | 8        | 1      | Daniel Zaitsev       | Estonia                       | 23"38 | Q    |
| 13   | 8        | 4      | Nicholas Santos      | Brasile                       | 23"46 | Q    |
| 14   | 6        | 0      | Simon Bucher         | Austria                       | 23"51 | Q    |
| 14   | 8        | 3      | Teong Tzen Wei       | Singapore                     | 23"51 | Q    |
| 16   | 6        | 3      | Konrad Czerniak      | Polonia                       | 23"53 | QSO  |
| 16   | 6        | 7      | Piero Codia          | Italia                        | 23"53 | QSO  |
| 18   | 6        | 1      | Rasmus Nickelsen     | Danimarca                     | 23"54 |      |
| 19   | 8        | 8      | Meiron Cheruti       | Israele                       | 23"58 |      |
| 20   | 6        | 2      | Naoki Mizunuma       | Giappone                      | 23"60 |      |
| 21   | 7        | 8      | Jacob Peters         | Gran Bretagna                 | 23"62 |      |
| 21   | 8        | 7      | Nicholas Lia         | Norvegia                      | 23"62 |      |
| 23   | 7        | 6      | Abdelrahman Sameh    | Egitto                        | 23"64 |      |
| 23   | 7        | 7      | Thomas Verhoeven     | Paesi Bassi                   | 23"64 |      |
| 25   | 6        | 8      | Vladyslav Bukhov     | Ucraina                       | 23"66 |      |
| 26   | 5        | 6      | Julien Henx          | Lussemburgo                   | 23"69 |      |
| 26   | 7        | 9      | Adilbek Mussin       | Kazakistan                    | 23"69 |      |
| 28   | 5        | 5      | Stergios Bilas       | Grecia                        | 23"72 |      |
| 28   | 8        | 9      | Alberto Lozano       | Spagna                        | 23"72 |      |
| 30   | 7        | 0      | Oskar Hoff           | Svezia                        | 23"73 |      |
| 31   | 7        | 2      | Paweł Smoliński      | Polonia                       | 23"78 |      |
| 32   | 5        | 3      | Sun Jiajun           | Cina                          | 23"83 |      |
| 33   | 6        | 9      | Chad le Clos         | Sudafrica                     | 23"86 |      |
| 34   | 4        | 6      | Ádám Halás           | Slovacchia                    | 23"94 |      |
| 35   | 5        | 4      | Cameron Gray         | Nuova Zelanda                 | 24"01 |      |
| 36   | 5        | 1      | Kim Ji-hun           | Corea del Sud                 | 24"02 |      |
| 37   | 5        | 7      | Abeiku Jackson       | Ghana                         | 24"11 |      |
| 38   | 5        | 2      | Jorge Iga            | Messico                       | 24"13 |      |
| 38   | 4        | 5      | Ian Ho               | Hong Kong                     | 24"13 |      |
| 40   | 4        | 8      | Hüseyin Emre Sakçı   | Turchia                       | 24"16 |      |
| 41   | 8        | 0      | Vinicius Lanza       | Brasile                       | 24"26 |      |
| 42   | 4        | 4      | Waleed Abdulrazzaq   | Kuwait                        | 24"32 |      |
| 43   | 4        | 7      | Bernat Lomero        | Andorra                       | 24"34 |      |
| 44   | 5        | 0      | Ben Hockin           | Paraguay                      | 24"38 |      |
| 45   | 4        | 3      | Guido Buscaglia      | Argentina                     | 24"39 |      |
| 46   | 5        | 9      | Glenn Victor Sutanto | Indonesia                     | 24"60 |      |
| 47   | 3        | 3      | Colins Ebingha       | Nigeria                       | 24"61 |      |
| 48   | 4        | 2      | Mehrshad Afghari     | Iran                          | 24"77 |      |
| 49   | 4        | 1      | Jayhan Odlum-Smith   | Saint Lucia                   | 24"81 |      |
| 50   | 4        | 0      | Matthew Lawrence     | Mozambico                     | 24"97 |      |
| 51   | 3        | 4      | Ayman Klzie          | Siria                         | 25"04 |      |
| 51   | 3        | 5      | Salvador Gordo       | Angola                        | 25"04 |      |
| 53   | 3        | 2      | Mohamad Masoud       | Atleti Indipendenti FINA      | 25"27 |      |
| 54   | 1        | 3      | Khurshidjon Tursunov | Uzbekistan                    | 25"44 |      |
| 55   | 3        | 6      | Jesse Washington     | Bermuda                       | 25"59 |      |
| 56   | 1        | 7      | Jeno Heyns           | Suriname                      | 25"63 |      |
| 57   | 4        | 9      | Souhail Hamouchane   | Marocco                       | 26"11 |      |
| 58   | 1        | 6      | Musa Zhalayev        | Turkmenistan                  | 26"21 |      |
| 59   | 2        | 7      | Mahmoud Abu Gharbieh | Palestina                     | 26"89 |      |
| 60   | 3        | 7      | Isihaka Irankunda    | Ruanda                        | 27"07 |      |
| 61   | 2        | 8      | Fakhriddin Madkamov  | Tagikistan                    | 27"24 |      |
| 62   | 3        | 1      | Troy Pina            | Capo Verde                    | 27"33 |      |
| 63   | 2        | 6      | Abdulhai Ashour      | Libia                         | 27"50 |      |
| 64   | 2        | 0      | Taiyo Akimaru        | Isole Marianne Settentrionali | 27"85 |      |
| 65   | 2        | 4      | Elhadj Diallo        | Guinea                        | 29"06 |      |
| 66   | 3        | 9      | Fahim Anwari         | Afghanistan                   | 29"24 |      |
| 67   | 3        | 0      | Simanga Dlamini      | eSwatini                      | 29"25 |      |
| 68   | 2        | 5      | Houmed Houssein      | Gibuti                        | 29"57 |      |
| 69   | 1        | 5      | Tilahun Malede       | Etiopia                       | 30"50 |      |
| 70   | 1        | 4      | Basem Rashed         | Yemen                         | 33"76 |      |
| -    | 1        | 2      | Charly Ndjoume       | Camerun                       | -     | dns  |
| -    | 2        | 1      | Diosdado Miko Eyanga | Guinea Equatoriale            | -     | dns  |
| -    | 2        | 2      | Hasan Al-Zinkee      | Iraq                          | -     | dns  |
| -    | 2        | 9      | Pap Jonga            | Gambia                        | -     | dns  |
| -    | 3        | 8      | Souleymane Napare    | Burkina Faso                  | -     | dns  |
| -    | 2        | 3      | Refiloe Chopho       | Lesotho                       | -     | dq   |

Spareggio
| Pos. | Corsia | Atleta          | Nazionalità | Tempo | Note |
| ---- | ------ | --------------- | ----------- | ----- | ---- |
| 1    | 4      | Konrad Czerniak | Polonia     | 23"38 | Q    |
| 2    | 5      | Piero Codia     | Italia      | 23"40 |      |

### Semifinali
| Pos. | Semifinale | Corsia | Atleta            | Nazionalità       | Tempo | Note |
| ---- | ---------- | ------ | ----------------- | ----------------- | ----- | ---- |
| 1    | 2          | 6      | Benjamin Proud    | Gran Bretagna     | 22"76 | Q    |
| 2    | 1          | 4      | Caeleb Dressel    | Stati Uniti       | 22"79 | Q    |
| 3    | 2          | 5      | Thomas Ceccon     | Italia            | 22"79 | Q    |
| 4    | 1          | 5      | Michael Andrew    | Stati Uniti       | 22"87 | Q    |
| 5    | 1          | 6      | Szebasztián Szabó | Ungheria          | 22"91 | Q    |
| 6    | 2          | 4      | Dylan Carter      | Trinidad e Tobago | 22"98 | Q    |
| 7    | 2          | 8      | Teong Tzen Wei    | Singapore         | 23"03 | Q    |
| 8    | 2          | 1      | Nicholas Santos   | Brasile           | 23"04 | Q    |
| 9    | 1          | 3      | Maxime Grousset   | Francia           | 23"10 |      |
| 10   | 2          | 2      | Nyls Korstanje    | Paesi Bassi       | 23"14 |      |
| 11   | 1          | 1      | Simon Bucher      | Austria           | 23"18 |      |
| 12   | 1          | 2      | Florent Manaudou  | Francia           | 23"23 |      |
| 13   | 2          | 3      | Noè Ponti         | Svizzera          | 23"29 |      |
| 14   | 2          | 7      | Andrij Hovorov    | Ucraina           | 23"31 |      |
| 15   | 1          | 7      | Daniel Zaitsev    | Estonia           | 23"38 |      |
| 16   | 1          | 8      | Konrad Czerniak   | Polonia           | 23"50 |      |

### Finale
| Pos.    | Corsia | Atleta            | Nazionalità       | Tempo | Note |
| ------- | ------ | ----------------- | ----------------- | ----- | ---- |
| Oro     | 5      | Caeleb Dressel    | Stati Uniti       | 22"57 |      |
| Argento | 8      | Nicholas Santos   | Brasile           | 22"78 |      |
| Bronzo  | 6      | Michael Andrew    | Stati Uniti       | 22"79 |      |
| 4       | 7      | Dylan Carter      | Trinidad e Tobago | 22"85 |      |
| 5       | 3      | Thomas Ceccon     | Italia            | 22"86 |      |
| 6       | 2      | Szebasztián Szabó | Ungheria          | 23"01 |      |
| 7       | 4      | Benjamin Proud    | Gran Bretagna     | 23"08 |      |
| 8       | 1      | Teong Tzen Wei    | Singapore         | 23"29 |      |